# A Fine Mess (EP)
A Fine Mess es el octavo EP de la banda neoyorkina de rock Interpol. Fue lanzado el 17 de mayo de 2019, a través de Matador Records. Contiene cinco canciones que se grabaron durante las sesiones de su anterior álbum de estudio, Marauder (2018), pero que no llegaron a su versión final. Al igual que Marauder, A Fine Mess fue producido por Dave Fridmann, mientras que la canción "Fine Mess" fue coproducida por Claudius Mittendorfer y recibió producción adicional de Kaines y Tom AD Fuller. La canción "Real Life" se interpretó por primera vez en vivo durante su gira de aniversario Turn On the Bright Lights XV en 2017. "Fine Mess" y "The Weekend" se lanzaron como sencillos antes del lanzamiento del EP.

## Lista de canciones
| N.º | Título        | Duración |  |
| 1.  | «Fine Mess»   | 3:15     |  |
| 2.  | «No Big Deal» | 3:49     |  |
| 3.  | «Real Life»   | 4:26     |  |
| 4.  | «The Weekend» | 3:03     |  |
| 5.  | «Thrones»     | 3:12     |  |

## Músicos
Interpol
- Paul Banks – Voz, Guitarra rítmica y Bajo
- Daniel Kessler – Guitarra líder, Piano
- Sam Fogarino – Batería y Percusión

### Adicionales
- Claudius Mittendorfer – Mezclador
- Dave Fridmann – Mezclador